# Loża (obraz Auguste’a Renoira)
Loża (fr. La Loge) – obraz olejny, o wymiarach 80 × 63,5 cm, autorstwa francuskiego malarza impresjonisty Auguste’a Renoira, namalowany w roku 1874.
Jedno z najsłynniejszych dzieł Renoira wystawione zostało na pierwszej wystawie impresjonistów w 1874 r. Do obrazu pozowali zawodowa modelka, Nini o przydomku Guele-de-Raie („rybi pyszczek”) oraz brat malarza, Edmond. Obraz uzyskał przychylne recenzje, jednak Renoir znalazł nabywcę dopiero w 1875. Artysta poszukiwał wtedy pieniędzy na zapłacenie czynszu, dlatego sprzedał Lożę marszandowi za niewielką kwotę 475 franków.
Przedstawiona na pierwszym planie kobieta nosi na szyi błyszczące perły, oddane małymi punktami białej farby. Mankiety zlewają się ze sobą, podobnie jak twarz mężczyzny namalowana mniej wyraźnie. Technika ta jest charakterystyczna dla twórczości Renoira.